# Madriz megye
Madriz   egy megye Nicaraguában. A fővárosa Somoto. Az egykori elnökről José Madriz-ról nevezték el. (1867–1911)

## Földrajz
Az ország északi részén található. Megyeszékhely: Somoto
9 tartományból áll:
1. Las Sabanas
2. Palacagüina
3. San José de Cusmapa
4. San Juan del Río Coco
5. San Lucas
6. Somoto
7. Telpaneca
8. Totogalpa
9. Yalagüina